# Аспелта
Аспелта (д/н — 580 до н. е.) — цар Куша в 600–580 роках до н. е.

## Життєпис
Син Сенкаманіскена, царя Куша, та Насалси, доньки царя Атланерси. Близько 600 року до н. е. після смерті його старшого брата Анламані було створено з 24 осіб (по 6 представників жерців, писарів, вояків і представників династії) для вибору наступника зі кандидатів: Аспелти та його небожа Ан'кра. Аспалта був обраний царем, відразу після обрання вирушив до Напата на офіційну коронацію. Відома стела, присвячена страті жерців, які виступили проти обрання Аспелти.

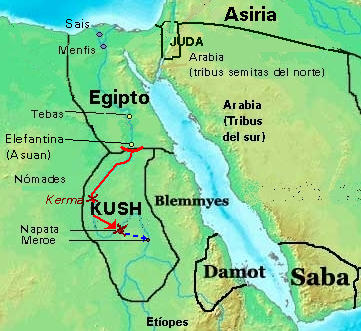
Царство Куш в 591 році до н. е.

У 592 році до н. е. єгипетський фараон Псамметіх II виступив у похід проти царства Куш. На думку вчених цей похід відбувся з огляду на посилення потуги Аспалти, що продовжував політику свого попередника. Аспалта став погрожувати впливу в Верхньому Єгипті. Військо єгиптян захопило і розграбувало Напату та храми на горі Баркал.
Аспалта зміг зберегти владу та свою державу. Він переніс столицю держави до Мерое. Тут розпочав відродження держави, розбудовуючи столицю та відновлюючи військо Нубії. Помер близько 580 року до н. е. Йому спадкував ймовірно син Араматлеко.
Гробниця Аспалти знаходиться в Нурі (піраміда № 8), це друге за розміром поховання в Нурі. Гробницю Аспалти розкопав археолог Джордж Рейснер 1916 року. Перекриття в гробниці виявилися завалені в давнину, що убезпечило поховання від грабіжників. Велику кількість артефактів з цих розкопок виставлено в Бостонському музеї образотворчих мистецтв. Палац Аспалти також розкопав Джордж Рейснер 1920 року.